# Lauri Lehtinen
Lauri Aleksanteri Lehtinen (Porvoo, 10 agosto 1908 – Helsinki, 4 dicembre 1973) è stato un mezzofondista finlandese, medaglia d'oro dei 5000 metri piani ai Giochi olimpici di Los Angeles 1932.

## Palmarès
| Anno | Manifestazione  | Sede        | Evento       | Risultato | Prestazione | Note            |
| ---- | --------------- | ----------- | ------------ | --------- | ----------- | --------------- |
| 1932 | Giochi olimpici | Los Angeles | 5000 m piani | Oro       | 14'30"0     | Record olimpico |
| 1936 | Giochi olimpici | Berlino     | 5000 m piani | Argento   | 14'25"8     |                 |

## Altre competizioni internazionali
1932
- Oro all'Helsinki Olympic Qualification ( Helsinki), 5000 m piani - 14'17"0